# Brtná (Dolní Žandov)
Brtná (německy Zeidlweid) je osada v okrese Cheb v Karlovarském kraji. Je součástí obce Dolní Žandov a leží v katastrálním území Brtná u Dolního Žandova o výměře 149 ha. Nachází se asi 24 km jihovýchodně od Chebu. V roce 2021 zde žilo 13 obyvatel v pěti domech.
V Brtné je registrováno šest čísel popisných: 228, 305, 306, 307, 308 a 309. Nachází se zde šest bezejmenných rybníků a dlouhodobě neudržovaný pomník. Rovněž je zde minerální pramen známý jako Brtenská kyselka a nedaleko osady rovněž Fridrichův pramen. Prochází tudy silnice III/21419, která v Brtné končí jako slepá ulice.
První písemná zmínka o Brtné pochází z roku 1326.
| Rok            | 1869 | 1880 | 1890 | 1900 | 1910 | 1921 | 1930 | 1950 | 1961 | 1970 | 1980 | 1991 | 2001 | 2011 | 2021 |
| -------------- | ---- | ---- | ---- | ---- | ---- | ---- | ---- | ---- | ---- | ---- | ---- | ---- | ---- | ---- | ---- |
| Počet obyvatel | 158  | 144  | 121  | 137  | 134  | 130  | 130  | 50   | –    | –    | –    | –    | 1    | 3    | 13   |
| Počet domů     | 22   | 24   | 24   | 24   | 25   | 25   | 26   | 14   | –    | –    | –    | –    | 5    | 6    | 5    |